# Aarskogs syndrom
Aarskogs syndrom, även kallat faciogenitalt syndrom eller faciodigitogenitalt syndrom, är ett medicinskt syndrom som orsakas av en genetisk skada i ett arvsanlag eller av en spontan genetisk mutation. Syndromet beskrevs 1970 av en norsk barnläkare, Dagfinn Aarskog, därav dess namn. I USA är syndromet känt som Aarskog-Scotts syndrom, då en amerikansk barnläkare, Charles I Junior Scott, oberoende av Aarskog beskrev syndromet 1971.
Syndromet förekommer oftast bara hos pojkar och män och de alternativa benämningarna faciogenitalt syndrom och faciodigitogenitalt syndrom kommer av att de karakteristiska yttre symptom som drabbade personer uppvisar är lokaliserade till ansikte, händer, fötter och könsorgan. 
Vanliga ansiktsdrag hos personer med Aarskogs syndrom kan vara: brett avstånd mellan ögonen, hängande ögonlock, kort näsa med bred näsrygg och en lång överläpp. Hårfästet är ofta format som ett V, och öronen har i många fall avvikande form. Även skelning är vanligt förekommande. Halskotorna kan vara underutvecklade och de kan även vara sammanväxta. Pojkarna kan också ha översträckbara leder. Överkäken kan vara underutvecklad och tänder kan saknas. Händerna och fötterna är vanligtvis korta och breda. Lillfingret kan vara kort och inåtböjt. 
Syndromet innebär också (i 90 procent av fallen) en tillväxtförsening. Födelsevikt och födelselängd är oftast normal men stannar i de flesta fall av redan under det första levnadsåret. Efter två till fyraårsåldern normaliseras tillväxthastigheten igen, dock kommer pojkar med syndromet sällan ikapp och uppnår normallängd och förblir fram till puberteten kortare än jämnåriga pojkar som inte är drabbade av tillväxtförsening. Pojkar med syndromet kommer även i puberteten senare är andra pojkar, så tillväxtperioden blir längre. Den slutliga längden blir vanligen 160 till 170 centimeter.
Aarskogs syndrom innebär inte intellektuell funktionsnedsättning, men vissa rapporter tyder på att inlärnings- och koncentrationssvårigheter är något vanligare hos pojkar med syndromet. 